# 聲音錄製和再現
聲音錄製和再现是指人們通過各種手段記錄下声音（例如說話、唱歌、器樂發出的聲音以及聲音音效）並播放、重現這些聲音。录音技术分為两大类，分別是模拟录音和数字录音。